# 安南河 (苏格兰)

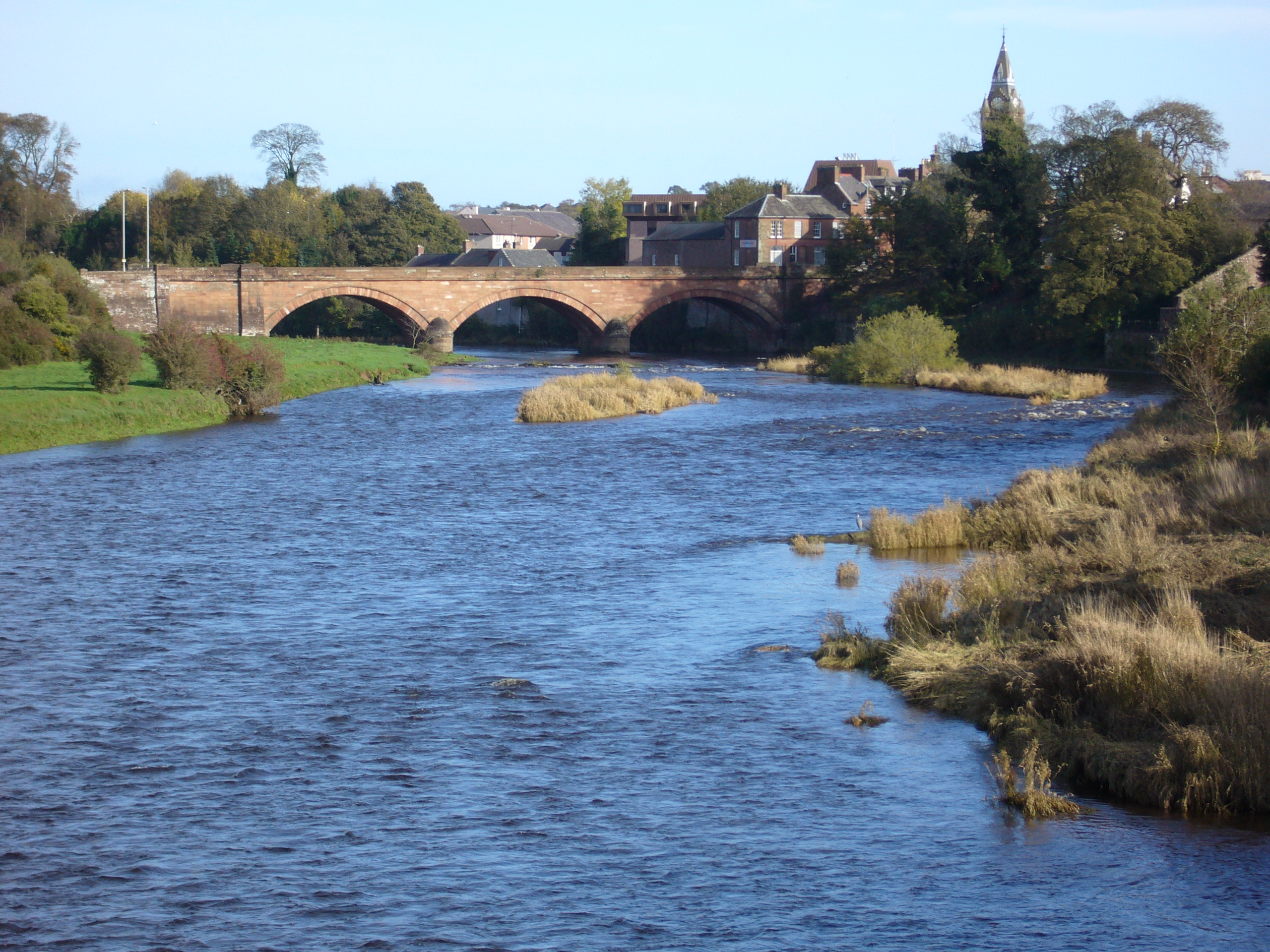
安南河

安南河（英語：River Annan）是位於英國蘇格蘭西南的一條河流。安南河發源於安南黑德山，是這一地區主要的漁業河流。在安南河捕魚需要獲得許可。在蘇格蘭和英格蘭的邊界地區也有眾多有關安南河的民歌。